# Edsvikskanalen
Edsvikskanalen, även benämnd Isvikskanalen, är en föreslagen, men aldrig anlagd  kanal. Kanalen var tänkt att anläggas genom det smala näset mellan Edsviken i Skagerrak och Bladviken längst in i Sannäsfjorden, tvärs över Tanumsnäset beläget i Tanums kommun i norra Bohuslän. 
Planen var att vid dåligt väder kunna erbjuda kustsjöfarten en skyddad passage förbi Tjurpannan, en av de tre värsta passagerna längst Bohuskusten.
Tre av de övriga, för kustsjöfarten farofyllda passagerna, hade byggts bort genom att muddra ränna eller anlägga kanal:
- Islandsberg – Väggeröds ränna
- Sotefjorden – Sotekanalen
- Marstrand – Albrektsunds kanal

Under 1900-talet framlades flera mer eller mindre detaljerade förslag om kanalbygget. I det sista förslaget, som presenterades år 1951, beräknades den ca 2 km långa kanalen kosta 5 miljoner att anlägga.